# Піонерська вулиця (Євпаторія)
Вулиця Піонерська — вулиця в місті Євпаторія. Пролягає від вулиці Колгоспної до вулиці Бєлінського, знаходиться у старій частині міста. Колишні назви: Новобазарна, Олександрівська. 

## Будівлі
- Колишнє країмське жіноче професійне училище;
- Кіньська брама.